# Etofibrat
Etofibratul este un medicament hipolipemiant din clasa fibraților, fiind utilizat în tratamentul anumitor tipuri de dislipidemii. Calea de administrare disponibilă este cea orală. Molecula sa conține unități de clofibrat și niacină, legate printr-un ester. În organism, sunt eliberate cele două componente.